# 迪安·伍兹
迪安·伍兹（英語：Dean Woods，1966年6月22日—2022年3月3日），澳大利亚男子自行车运动员。他曾代表澳大利亚参加1984年、1988年和1996年夏季奥林匹克运动会自行车比赛，获得一枚金牌、一枚银牌和二枚铜牌。